# Carlo Ambrosini
Carlo Ambrosini (Azzano Mella, Brescia, Italia, 15 de abril de 1954 - Brescia, 1 de noviembre de 2023) fue un historietista italiano.

## Biografía
Se graduó en la Academia de Bellas Artes de Brera, en Milán. Debutó dibujando historias de guerra para la editorial Dardo. Escribió los últimos episodios de la serie Daniel de la editorial Corno y colaboró con la Ediperiodici y la Mondadori. Participó en el proyecto de Storia d'Italia a fumetti, ideado por el periodista y escritor boloñés Enzo Biagi.
En 1980, empezó a colaborar con la editorial Bonelli dibujando algunos episodios de Ken Parker, con textos de Giancarlo Berardi; suyos fueron los dibujos del último episodio de la serie regular, el número 59. En 1984, escribió y dibujó Nico Macchia, una historieta que se desarrolla en un escenario medieval, siendo publicada en la revista Orient Express. En 1987, entró en el equipo del cómic de terror Dylan Dog, del que escribirá su primer guion en 1994. Nel 1992 dibujó Videomax, creado por Graziano Origa.
En 1997, creó un nuevo cómic de la Bonelli, Napoleone, del que escribirá casi todos los guiones y dibujará algunas historias. En julio de 2005 publicó un álbum especial de la serie estrella de la Bonelli, Tex, con textos de Claudio Nizzi. En mayo de 2008 se estrenó una nueva serie de Ambrosini, Jan Dix. Ambrosini fue autor, como guionista, dibujante o autor completo, también de algunos números de Le Storie. Dibujó un episodio de Orfani, con guion de Roberto Recchioni, publicado en 2015, y dos álbumes de Il Confine, publicados en 2020 y 2022.